# Ellen Ripley
Pour les articles homonymes, voir Ripley.
Ellen Louise Ripley est un personnage de fiction créé par Dan O'Bannon et Ronald Shusett dans le film Alien réalisé par Ridley Scott en 1979. Elle est interprétée par l'actrice américaine Sigourney Weaver, et apparaît dans quatre films et plusieurs jeux vidéo.

## Biographie fictive

### Lieutenant Ellen Ripley
En 2122, le lieutenant de première classe Ellen Ripley part pour une nouvelle mission sans savoir qu'elle ne reverra plus sa fille Amanda (alors âgée de dix ans). Son équipage alors composé de six autres « routiers de l'espace » doit ramener un important chargement de minerais sur Terre. Alors qu'ils sont tous en hyper-sommeil dans des caissons pour le temps du voyage, l'ordinateur du Nostromo les réveille : un message émis dans une langue inconnue et ressemblant à un SOS a été capté. Selon la procédure prescrite dans un tel cas par la "Compagnie" (Weyland-Yutani), ordre est donné de rechercher d'éventuelles nouvelles formes vivantes. Le capitaine A.J. Dallas, J.M. Lambert et G.W. Kane s'équipent alors de leurs combinaisons avant d'explorer l'épave de laquelle émane le signal. Il s'agit d'un gigantesque vaisseau d'origine extraterrestre dans les soutes duquel Kane tombe sur une sorte de couveuse protégée des dégâts du temps par une sorte de champ. Alors qu'il s'approche des œufs, l'un d'eux réagit à sa présence en s'ouvrant, et la créature qui s'y trouve lui saute au visage.
De retour sur le vaisseau, Kane est dans le coma, le facehugger toujours accroché à lui. Au bout de quelque temps, le parasite lâche cependant prise et décède. Kane semble alors en bonne santé jusqu'au repas où un embryon alien lui sort du ventre et s'enfuit dans les coursives du vaisseau. L'équipage va alors tout faire pour le retrouver mais l'embryon ayant rapidement muté en une créature incroyablement forte et agile, les membres de l'équipage sont un par un tués par le monstre. Devant leur impuissance à l'arrêter, Ripley décide de détruire le vaisseau et de s'échapper à bord d'une navette de secours. Mais l'Alien s'étant caché dans la navette, elle parvient in extremis à ouvrir le sas du véhicule spatial pour le projeter dans l'espace puis le désintégrer par le feu du réacteur auquel il s'était accroché. Elle enregistre enfin un SOS expliquant qu'elle est la seule survivante de l'équipage du Nostromo avant de prendre place dans un caisson d'Hyper-Sommeil,.
En 2179, Ellen Ripley a passé 57 ans en hyper-sommeil et sa navette de secours a dérivé dans l'espace. Elle est récupérée et ramenée sur une immense station spatiale en orbite terrestre Weyland-Yutani où l'un des avocats de la « Compagnie », Carter Burke, lui apprend que sa fille Amanda est morte deux ans plus tôt, à l'âge de 66 ans. Ripley passe ensuite devant une commission d'enquête qui cherche à comprendre pourquoi elle a dû détruire le Nostromo mais son récit ne convainc pas ses juges. Reconnue coupable d'avoir fait perdre des millions de dollars à la compagnie, la rescapée se voit interdite de vol sur tout appareil spatial en plus de devoir subir régulièrement des tests psychométriques.
Elle apprend aussi que la planète LV-426 a été colonisée une vingtaine d'années auparavant par une équipe de « spatio-ingénieurs » chargés de rendre la planète habitable. Peu de temps après, la colonie ne répondant plus, les dirigeants de Weyland-Yutani proposent à Ripley de s'y rendre aux côtés d'un bataillon de marines coloniaux avec le statut de « consultante ». Arrivés sur place, les marines et Ripley ne trouvent aucune trace des colons. Après avoir cherché en vain d'éventuels survivants, ils découvrent en revanche des aliens, cette fois en grand nombre. Ripley recueille en outre une petite fille surnommée Newt, qui a pu réchapper à l'hécatombe en se cachant des monstres. L'essentiel des troupes débarquées se fait à son tour massacrer tandis que leur navette est détruite lors d'un crash. Miraculeusement épargné, le caporal Dwayne Hicks est bien décidé à sauver Ripley et Newt : le marine trouve ainsi le moyen d'accéder à l'autre navette restée sur le vaisseau principal en se faisant aider par Bishop, un androïde. Ces quelques rescapés parviennent tant bien que mal à regagner leur navire en orbite mais la reine des aliens s'est accrochée à la navette et elle détruit Bishop. Après avoir lutté contre cette même reine, Ripley parvient à l'éjecter du vaisseau. Elle se place alors en hyper-sommeil et procède de même pour le caporal Dwayne Hicks, sérieusement blessé, ainsi que pour la jeune Newt,.
Leur navire dérive dans l'espace jusqu'à ce qu'un incendie (lié au fait qu'une forme de vie « étrangère » se trouve également à bord) provoque le crash de l'appareil sur Fiorina 16. Cette ancienne planète minière abrite le vieux pénitencier presque désaffecté Fury 161, installé sur place par la compagnie Weyland et désormais géré presque uniquement par ceux qui y étaient précédemment détenus. Si Newt et le caporal Hicks n'ont pas survécu au naufrage de leur vaisseau, Ripley est retrouvée en vie par le docteur Clemens qui la ramène avec lui afin de l'examiner. L'arrivée de la jeune femme (encore inconsciente) au sein de l'ex-colonie pénitentiaire ne passe guère inaperçue, car tous les « pensionnaires » présents sont des hommes ayant fait vœu de chasteté. À son réveil, Ellen Ripley exige qu'une autopsie soit pratiquée sur le corps de Newt à la suite de la découverte d'une trace visiblement laissée par un alien dans le cockpit du navire qui les transportait. L'examen ne donne rien, la dépouille de la fillette et celle de Hicks sont incinérées, mais l'unique rescapée du crash n'en demeure pas moins troublée. Et les ex-détenus ne tardent pas à découvrir qu'elle a des raisons de l'être, puisqu'un alien émerge du chien de l'un d'entre eux (dans la version « cinéma » ; un autre montage, dû au même réalisateur, montre en effet deux hommes qui trouvent et rapportent une vache morte dont la découverte coïncide avec le début des ennuis).
Rapidement, l'alien s'introduit dans la base en tuant les occupants les uns après les autres. De son côté, Ripley enquête à bord de l'épave de son navire, réactive l'androïde Bishop afin de recueillir son avis et finit par effectuer un scanner dont le résultat est sans appel : elle porte en elle une reine xénomorphe, ce qui explique pourquoi l'alien hantant les coursives de la colonie ne la tue pas. À partir de cette découverte, la jeune femme s'associe aux derniers survivants pour détruire la bête avant l'arrivée imminente des responsables de la compagnie. L'alien est ainsi plongé dans du métal en fusion, puis sous une douche d'eau froide qui le fait exploser.
Les envoyés de la compagnie arrivent au pénitencier avec à leur tête un nouvel androïde de type « Bishop ». Ripley comprend qu'ils veulent l'emmener avec eux dans le but d'exploiter à des fins commerciales la reine habitant son corps. Aidée d'un ex-détenu, elle se jette alors à son tour dans l'incinérateur du pénitencier,

### Clone d'Ellen Ripley
En 2381, grâce à du sang récolté en 2179 sur le lieutenant Ripley, des biologistes de l'USM Auriga sous les ordres du général Perez parviennent à en recréer un clone. Ce « corps cloné » ne doit en réalité leur servir qu'à extraire l'embryon de la reine alien mais ils décident cependant de le garder en observation pour des raisons scientifiques. Il s'agit en effet du premier clone « réussi » (il y a eu 7 tentatives avant elle) de croisements entre ADN alien et ADN humain, Ripley semble d'ailleurs avoir acquis certaines des caractéristiques du Xénomorphe.
Des pirates arrivent peu de temps après sur l'USM Auriga avec une cargaison bien spéciale : des caissons détournés de leur destination contenant des humains en hyper-sommeil et qui serviront d'« hôtes » aux futurs aliens. Ripley, quant à elle, est gardée prisonnière dans une cellule du vaisseau. Les corps sont alors « fécondés » et les nouveaux aliens gardés captifs par les scientifiques. Mais faisant preuve d'une redoutable intelligence collective, ils parviennent rapidement à s'échapper et à créer une panique générale. L'alarme s'étant déclenchée, une partie de l'équipage du vaisseau est tuée par les aliens tandis que l'autre s'échappe dans les capsules de survie. Les pirates, le docteur Wren « chef » du programme de clonage et un soldat tentent eux de se frayer un chemin jusqu'au vaisseau des pirates afin de pouvoir s'enfuir de l'Auriga.
Ripley est quant à elle « tiraillée » entre les deux facettes de sa nature : elle est tout d'abord « attirée » par les aliens dont elle partage certains caractéristiques physiques, et dont se considère comme la « mère » (ce qui d'un certain point de vue est vrai). Mais elle n'en oublie pas moins sa nature humaine puisqu'elle choisit finalement d'aider les mercenaires à s'enfuir du vaisseau. Sur la route du Betty, les survivants passent devant les laboratoires de clonage dans lesquels ont été stockées les « essais ratés » de Ripley (1 à 7). Poussée par sa curiosité, celle-ci visite alors le laboratoire mais profondément choquée par l'horreur des expérimentations qu'elle y voit, elle accède à la demande du clone 7 encore vivant et détruit tout au lance-flammes.
Le petit groupe de plus en plus réduit continue sa course, mais dans un des couloirs du vaisseau, Ripley tombe par le plancher dans le nid d'aliens, et est vite « absorbée » par la masse. Conduite jusqu'au centre du nid, un des scientifiques toujours vivant mais devenu fou explique à Ripley que grâce à elle, la Reine a un système de reproduction comparable à l'humain et que désormais les aliens n'ont ainsi plus besoin de se servir des humains comme « hôtes ». C'est alors que la Reine accouche d'un hybride : celui-ci a un « visage » plus humain et des yeux. Mais à peine né, il tue sa mère sous les yeux de Ripley et quand il s'approche d'elle, il croit la reconnaitre comme sa mère. Alors que le « nouveau-né » alien tue le scientifique, Ripley s'échappe pour rejoindre les survivants, prêts à partir avec le Betty. Une fois sur le vaisseau, elle s'aperçoit que son « bébé » est toujours là : il s'est caché dans la soute, et empêche le vaisseau de décoller. Il attaque alors Call, une androïde de l'équipage venue vérifier l'état de la soute. Ripley ne voyant pas Call revenir, elle se rend à la soute, et voyant l'alien humanoïde s'attaquer à Call avec cruauté, elle lui ordonne de la lâcher, comme une mère qui gronde son enfant. Ce dernier s'exécute, et rejoint sa "mère". Ripley et l'alien se prennent dans les bras l'un de l'autre, mais Ripley décide de sauver Call plutôt que son "bébé". Grâce à ses gènes alien, elle envoie un peu de son sang sur un hublot du vaisseau. Son sang acide dissout lentement le verre du hublot. L'hybride alien est alors aspiré peu à peu par le hublot, puis disparaît dans l'espace. Ripley pleure et lui dit qu'elle est désolée. L'équipage atterrit finalement en catastrophe, et Ripley retrouve la Terre 259 ans après l'avoir quittée.

## Description

### Personnalité
Ellen Ripley est une femme battante et forte, qui n'aime pas se faire marcher sur les pieds. Sa crainte principale est de voir les aliens survivre, et que la Compagnie réussisse à obtenir un spécimen afin de le ramener sur Terre pour en faire une arme militaire. Ripley est solitaire, et ce parfois malgré elle, car tous ses proches, famille, amis ou collègues, meurent pratiquement toujours,,.
Son clone dans le 4e film diffère légèrement en tempérament, se montrant plus violent et cynique. Elle possède même une sorte d'empathie avec les Aliens et une absence de compassion pour les humains.

## Création du personnage
C'est dans Aliens, le retour qu'est mentionné pour la première fois le prénom Ellen, vers la dernière partie du film. Elle dit son prénom au caporal Hicks avant de quitter le vaisseau pour retourner dans le complexe. Dans le film précédent, le personnage s'appelait Ripley tout court (on ne connaissait d'ailleurs le prénom d'aucun des personnages dans le premier opus, seules les premières lettres de leurs prénoms apparaissaient lors de l'éveil de Mother, l'intelligence artificielle du Nostromo au début du film, sur un écran).

## Autour du personnage
En 2003, l'American Film Institute l'a classé 8e dans le classement des 100 meilleurs héros et méchants du cinéma.

## Œuvres où le personnage apparaît

### Cinéma
- Alien (Alien, Ridley Scott, 1979) avec Sigourney Weaver
- Aliens, le retour (Aliens, James Cameron, 1986) avec Sigourney Weaver
- Alien 3 (David Fincher, 1992) avec Sigourney Weaver
- Alien, la résurrection (Alien Resurrection, Jean-Pierre Jeunet, 1997) avec Sigourney Weaver

### Jeux vidéo
- Alien Resurrection (2000)
- Alien: Isolation (2014)
- Broforce (PC, Mac, PS4, 2015) : elle y apparaît en tant que personnage jouable sous le pseudonyme de Ellen Ripbro
- Dead by Daylight (PC, Nintendo Switch, XBOX, PS4, (2023) : Elle apparaît comme personnage jouable du DLC Alien Isolation.

### Livres audio
- Alien : La sortie des profondeurs de Tim Lebbon : Ellen Ripley (Audible, mars 2017)
- Alien : Le fleuve des souffrances de : Christopher Golden et Dirk Maggs (Audible, mars 2018)